# Завмерла вагітність
Завмерла вагітність, також Викидень, що не відбувся (англ. Missed abortion) — припинення розвитку та загибель плоду на ранніх строках вагітності, звичайно до 12 тижня. Відсоток випадків невиношування через завмерлу вагітність в останні роки суттєво зріс, і нині становить від 10 до 20 % репродуктивних втрат.

## Клінічна картина
Трапляється звичайно у першому триместрі. На відміну від звичайного аборту, при завмерлій вагітності жінка може не відчувати жодного дискомфорту, відсутні болі внизу живота, кровотеча, навпаки можуть раптово зникнути симптоми токсикозу вагітних.
Плід навіть через кілька тижнів після загибелі спонтанно не виганяється із порожнини матки. Тим не менше в цей час він піддається некрозу, мацерації, в окремих випадках муміфікації та петрифікації.
Через це важлива рання діагностика завмерлої вагітності, аби попередити розвиток гнійного запалення, загальної інтоксикації та порушення зсідання крові із утворення тромбів, що зрештою може становити загрозу життю жінки. Після діагностування завмерлої вагітності жінці призначається термінове вишкрібання стінок порожнини матки.

## Діагностика
Завмерла вагітність діагностується за допомогою лабораторних аналізів або ультразвукового дослідження:
- рівень гормону ХГЛ в динаміці показує той самий результат, зростає повільно із відхиленням тижневої норми, або падає;
- при УЗД відсутнє серцебиття (та рухи) плоду, його розмір не відповідає терміну вагітності;
- при УЗД не візуалізується ембріон — анембріонія.